# Wyniszczenie przez pracę

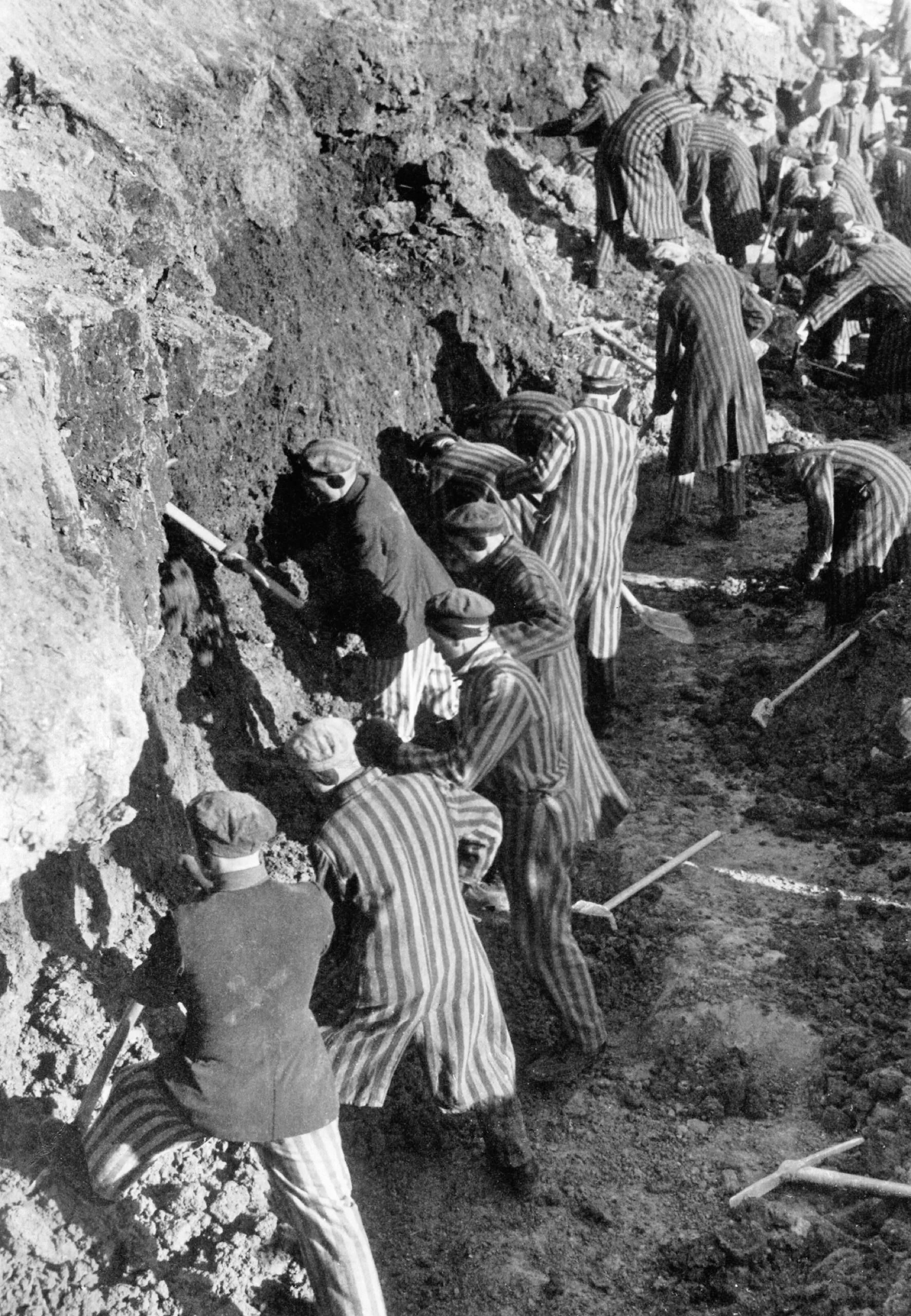
Robotnicy zmuszani do wyniszczającej pracy w obozie KZ Sachsenhausen

Wyniszczenie przez pracę (niem. Vernichtung durch Arbeit) – zasada stosowana w narodowo-socjalistycznym systemie pracy przymusowej w niemieckich obozach koncentracyjnych i obozach pracy w czasie II wojny światowej, a także wobec m.in. więźniów politycznych w sowieckich łagrach.

## Historia

### Niemcy i terytoria przez nie okupowane
Wiosną 1942 roku zapadła decyzja o zaangażowaniu na wielką skalę więźniów obozów koncentracyjnych jako robotników przymusowych w przemyśle zbrojeniowym wykorzystywanym na potrzeby wojny. W obozach koncentracyjnych powstawały warsztaty zbrojeniowe, przede wszystkim jednak zaczęto otwierać ich podobozy i tworzyć zewnętrzne komanda robocze. Takie działania miały ostatecznie pokryć niedobór siły roboczej spowodowany działaniami wojennymi. Warunki życia i pracy powodowały, że wielu więźniów zginęło. Po ataku na Związek Radziecki i fiasku niemieckiej strategii blitzkriegu jesienią 1942 roku podjęto decyzję o całkowitym wykorzystaniu więźniów do produkcji broni. Coraz więcej osób było deportowanych do obozów koncentracyjnych, zwłaszcza z Europy Wschodniej, w celu zwiększenia produkcji wojennej w brutalnych warunkach pracy. Tylko w ciągu pierwszych ośmiu miesięcy 1943 roku około 60 tysięcy z 220 tysięcy więźniów zmarło w wyniku pracy przymusowej, niedożywienia i epidemii. Podobozy znajdowały się głównie w pobliżu państwowych i prywatnych zakładów produkcyjnych, które były ważne dla działań wojennych. Od jesieni 1942 roku więźniowie obozów koncentracyjnych są również rozmieszczani w oddziałach zewnętrznych na oczach ludności, która jedynie w wyjątkowych przypadkach pomagała wycieńczonym więźniom w pracach budowlanych i porządkowych po nalotach. Więźniów niezdolnych do pracy z powodu choroby wykorzystywano do eksperymentów medycznych, mordowano lub pozostawiano samych sobie na wydzielonych terenach obozowych.

### ZSRR
GUŁag, sowiecki podmiot łagrami uznawany często za system obozów koncentracyjnych, specjalnie stosował metody pracy, które prowadziły do zgonów więźniów. W dużej mierze przez to, między zaledwie 1930, a 1945 w łagrach zmarło 1,4 miliona osób. Finalnie w łagrach zginęło 2 miliony, 749 tysięcy i 163 osoby. Poza tym, wiele śmierci spowodowanych bardzo wyniszczającą organizm pracą w łagrze nastąpiło już po opuszczeniu go przez więźnia.